# Alluvione del Var
L'alluvione del Var è stata causata da forti piogge nel sud della Francia, che sono state all'origine di gravi inondazioni nel dipartimento francese del Var la sera del 15 giugno 2010. Oltre a una serie di allagamenti si sono verificate varie ondate di piena. I meteorologi affermano che si è trattata dell'inondazione più grave della regione dal 1827.
Sono caduti nell'arco di ventiquattro ore più di 400 mm di pioggia.
Attualmente il numero delle vittime è di 25 perdite, mentre altre 14 persone risultano disperse.
I comuni più colpiti dalla catastrofe sono stati Les Arcs, Figanières, Roquebrune-sur-Argens, Trans-en-Provence, e la sottoprefettura di Draguignan.

## Danni
Oltre 1 000 persone sono state evacuate dalle loro case e 175 000 abitazioni sono rimaste senza energia elettrica. A Draguignan 236 detenuti hanno dovuto evacuare due piani del carcere che è stato inondato. Tutti i 440 detenuti della prigione sono stati, successivamente, trasferiti nelle prigioni di Cannes, Grasse, Metz, Marsiglia e Nizza.
A Fréjus oltre 1 500 persone sono state evacuate con gommoni ed elicotteri.
Molti turisti sono rimasti intrappolati nei campeggi siti lungo il fiume Argens.
Alle popolazioni è stata fornita acqua in bottiglia, in quanto si temeva per la contaminazione degli acquedotti causata dall'inondazione.
Il primo ministro francese, François Fillon, il 18 giugno ha annunciato la possibilità di dichiarazione di stato di calamità naturale, concernente i cantoni di Besse-sur-Issole, Callas, Cotignac, Draguignan, Fayence, Fréjus, Lorgues, Le Luc e Le Muy.

## Vittime
Undici persone sono rimaste uccise a Draguignan, cinque a Trans-en-Provence, tre a La Motte, due a Roquebrune-sur-Argens e Saint-Aygulf (nel comune di Fréjus) e una a Fréjus, al lago di Saint-Cassien e a Le Luc.
Al 17 giugno 2010 si contano 14 dispersi.
Le inondazioni hanno ucciso anche 3.000 pecore e circa 100 cavalli, le cui carcasse hanno costituito un problema sanitario. Molte carcasse sono rimaste intrappolate tra gli alberi.

## Effetti sui Trasporti
Un TGV da Nizza a Lilla è rimasto bloccato nei pressi Le Luc con oltre 300 passeggeri a bordo.
La linea ferroviaria tra Tolone e Fréjus è stata chiusa.
Tra Les Arcs e Saint-Raphaël è stato istituito, nei giorni immediatamente successivi all'alluvione, un servizio di autobus sostitutivo.
I voli nella regione sono stati cancellati.